# Premier Sang
Premier Sang est le trentième roman d’Amélie Nothomb publié le 18 août 2021 aux éditions Albin Michel. Il s'agit également de son centième manuscrit rédigé.

## Résumé
Amélie Nothomb, comme en hommage faisant suite à son décès le 17 mars 2020, propose dans Premier Sang une forme de biographie tirant par moments vers le conte de, son père Patrick Nothomb, durant les vingt-huit premières années de sa vie, de sa naissance jusqu'à la prise d'otages à Stanleyville en 1964, s'inscrivant dans le déroulement de la rébellion Simba, qui entrainera l'intervention des parachutistes belges. Y sont évoqués les mœurs touchant à l'aristocratie belge (Pierre Nothomb a été anobli en 1933 et il a reçu le titre personnel (non-hereditaire) de baron en 1937), le trouble créé par l'absence d'un père durant l'enfance, mais aussi les premières amours de son père, ses relations étonnantes avec sa mère, son grand-père, anobli en 1933, homme politique et poète Pierre Nothomb ainsi que ses oncles et tantes presque aussi jeunes que lui du clan Nothomb, brièvement la perception par un tout jeune enfant de la Seconde Guerre mondiale, son hémophobie, et bien entendu son rôle important et délicat pourtant resté dans l'ombre de consul durant la prise d'otages de 1964.

## Accueil de la critique
Le livre est globalement bien accueilli par la critique littéraire, cette dernière saluant le savant mélange oscillatoire d'hommage et d'exorcisation. Le caractère presque intime se dégageant du roman de par ce que la romancière apprend au lecteur de son propre père a également touché le lectorat, appréciant la vision qu'une fille donne de son père mort, avec autant de clairvoyance que d'affection. De manière générale, l'incursion du lecteur dans la famille même d'Amélie Nothomb n'a pas laissé indifférent. De même, l'enfance parfois difficile de Patrick Nothomb, en l'absence de réelle figure paternelle, puis son attitude héroïque lors de la prise d'otages ont ému,.

## Prix littéraires
Premier sang remporte le Prix Renaudot en 2021.